# ادموند یعقوب صفرا
ادموند یعقوب صفرا (۶ اوت ۱۹۳۲ – ۳ دسامبر ۱۹۹۹) یک یهودی بانکدار، و خیر نیکوکار برزیلی لبنانی بود که سنت خانوادگی بانکداری خود را در سوریه، لبنان، برزیل و سوئیس ادامه داد. او در سال ۱۹۷۶ با لیلی واتکینز ازدواج کرد که تا مرگش ادامه باقت. او در اثر یک آتش‌سوزی کشته شد که از نظر قضایی آتش‌افروزی عمدی دانسته شد.